# 78. Międzynarodowy Festiwal Filmowy w Wenecji
78. Międzynarodowy Festiwal Filmowy w Wenecji odbył się w dniach 1–11 września 2021 roku. Imprezę otworzył pokaz hiszpańskiego filmu Matki równoległe w reżyserii Pedra Almodóvara. W konkursie głównym zaprezentowanych zostało 21 filmów pochodzących z 12 różnych krajów.
Jury pod przewodnictwem południowokoreańskiego reżysera Bonga Joon-ho przyznało nagrodę główną festiwalu, Złotego Lwa, francuskiemu filmowi Zdarzyło się w reżyserii Audrey Diwan. Drugą nagrodę w konkursie głównym, Grand Prix, przyznano włoskiemu obrazowi To była ręka Boga w reżyserii Paola Sorrentino.
Honorowego Złotego Lwa za całokształt twórczości otrzymał włoski aktor i reżyser Roberto Benigni oraz amerykańska aktorka Jamie Lee Curtis. Galę otwarcia i zamknięcia festiwalu prowadziła włoska aktorka Serena Rossi.

## Członkowie jury

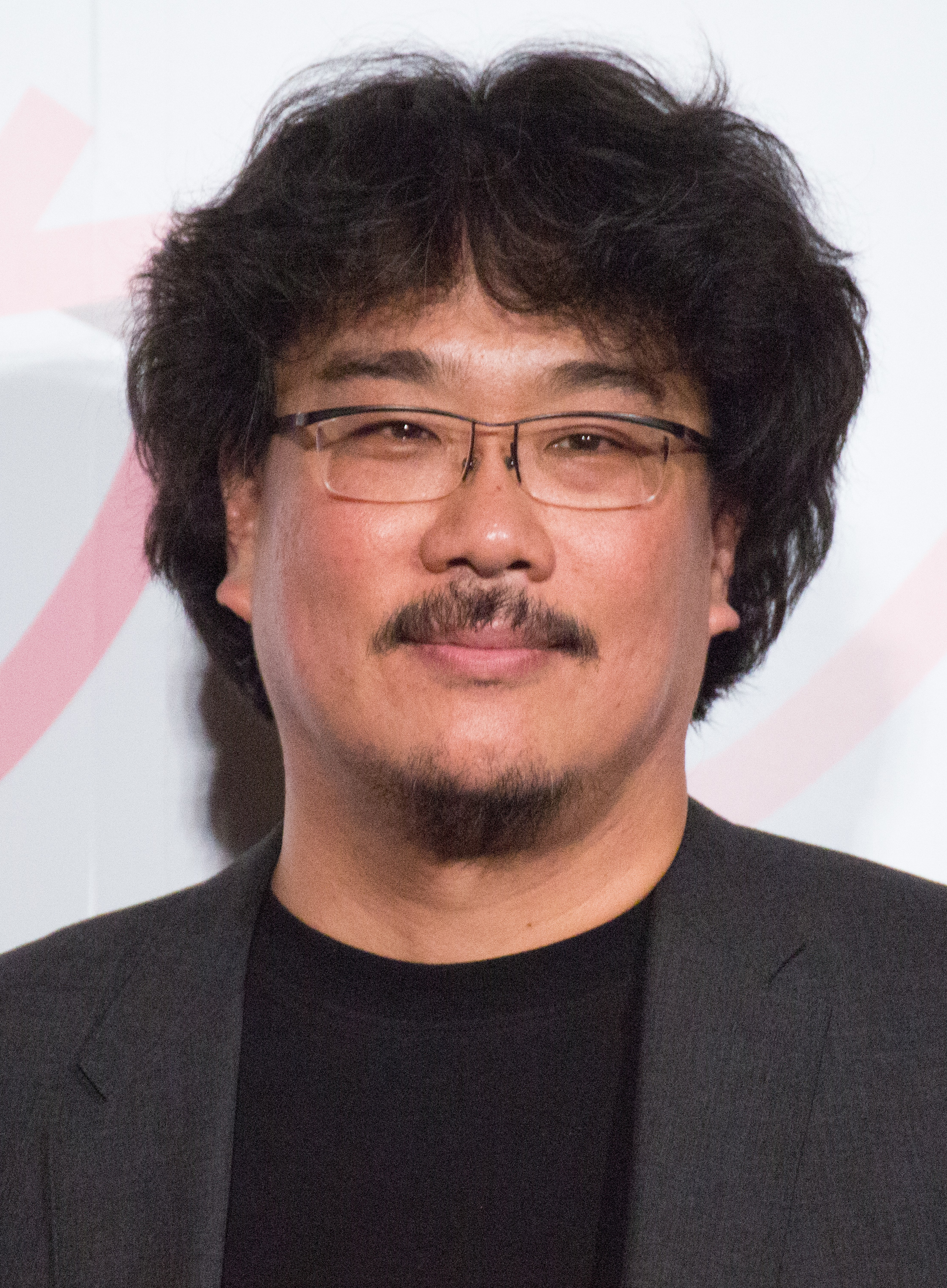
Przewodniczący jury konkursu głównego Bong Joon-ho.

### Konkurs główny
- Bong Joon-ho, południowokoreański reżyser – przewodniczący jury[8][9]
- Saverio Costanzo, włoski reżyser
- Virginie Efira, belgijska aktorka
- Cynthia Erivo, brytyjska aktorka
- Sarah Gadon, kanadyjska aktorka
- Alexander Nanau, rumuński reżyser
- Chloé Zhao, chińska reżyserka

### Sekcja „Horyzonty”
- Jasmila Žbanić, bośniacka reżyserka − przewodnicząca jury
- Mona Fastvold, norweska reżyserka
- Shahram Mokri, irański reżyser
- Josh Siegel, kierownik działu filmowego w nowojorskim Museum of Modern Art
- Nadia Terranova, włoska pisarka

### Nagroda im. Luigiego De Laurentiisa
- Uberto Pasolini, włoski producent i reżyser − przewodniczący jury
- Martin Schweighofer, austriacki krytyk filmowy
- Amalia Ulman, argentyńska artystka wizualna

## Selekcja oficjalna

### Otwarcie i zamknięcie festiwalu
|             | Tytuł            | Reżyseria       | Kraj produkcji |
| ----------- | ---------------- | --------------- | -------------- |
| Otwierający | Matki równoległe | Pedro Almodóvar | Hiszpania      |
| Zamykający  | Ukryte dziecko   | Roberto Andò    | Włochy         |

### Konkurs główny
Następujące filmy zostały wyselekcjonowane do udziału w konkursie głównym o Złotego Lwa:
| Tytuł polski               | Tytuł oryginalny                                   | Reżyseria                            | Kraj produkcji    |
| -------------------------- | -------------------------------------------------- | ------------------------------------ | ----------------- |
| America Latina             | America Latina                                     | Damiano i Fabio D’Innocenzo          | Włochy            |
| Inny świat                 | Un autre monde                                     | Stéphane Brizé                       | Francja           |
| Pod ziemią                 | Il buco                                            | Michelangelo Frammartino             | Włochy            |
| Skrzynka                   | La caja                                            | Lorenzo Vigas                        | Meksyk            |
| Hazardzista                | The Card Counter                                   | Paul Schrader                        | Stany Zjednoczone |
| Boscy                      | Competencia oficial                                | Mariano Cohn i Gastón Duprat         | Argentyna         |
| To była ręka Boga          | È stata la mano di Dio                             | Paolo Sorrentino                     | Włochy            |
| Zdarzyło się               | L’événement                                        | Audrey Diwan                         | Francja           |
| Freaks Out                 | Freaks Out                                         | Gabriele Mainetti                    | Włochy            |
| Stracone złudzenia         | Illusions perdues                                  | Xavier Giannoli                      | Francja           |
| Kapitan Wołkonogow uciekł  | Капитан Волконогов бежал Kapitan Wołkonogow bieżał | Aleksiej Czupow i Natasza Mierkułowa | Rosja             |
| Córka                      | The Lost Daughter                                  | Maggie Gyllenhaal                    | Stany Zjednoczone |
| Matki równoległe           | Madres paralelas                                   | Pedro Almodóvar                      | Hiszpania         |
| Mona Lisa i krwawy księżyc | Mona Lisa and the Blood Moon                       | Ana Lily Amirpour                    | Stany Zjednoczone |
| Mokra robota 2             | On the Job: The Missing 8                          | Erik Matti                           | Filipiny          |
| Psie pazury                | The Power of the Dog                               | Jane Campion                         | Nowa Zelandia     |
| Król śmiechu               | Qui rido io                                        | Mario Martone                        | Włochy            |
| Spencer                    | Spencer                                            | Pablo Larraín                        | Wielka Brytania   |
| Sundown                    | Sundown                                            | Michel Franco                        | Meksyk            |
| Odbicie                    | Відблиск Widbłysk                                  | Walentyn Wasjanowicz                 | Ukraina           |
| Żeby nie było śladów       | Żeby nie było śladów                               | Jan P. Matuszyński                   | Polska            |

### Pokazy pozakonkursowe
Następujące filmy zostały wyświetlone na festiwalu w ramach pokazów pozakonkursowych i specjalnych:

#### Filmy fabularne
| Tytuł polski                                    | Tytuł oryginalny       | Reżyseria            | Kraj produkcji    |
| ----------------------------------------------- | ---------------------- | -------------------- | ----------------- |
| Ariaferma                                       | Ariaferma              | Leonardo Di Costanzo | Włochy            |
| Ukryte dziecko                                  | Il bambino nascosto    | Roberto Andò         | Włochy            |
| Oskarżony                                       | Les choses humaines    | Yvan Attal           | Francja           |
| Diuna                                           | Dune                   | Denis Villeneuve     | Stany Zjednoczone |
| Halloween zabija                                | Halloween Kills        | David Gordon Green   | Stany Zjednoczone |
| Ostatni pojedynek                               | The Last Duel          | Ridley Scott         | Wielka Brytania   |
| Ostatniej nocy w Soho                           | Last Night in Soho     | Edgar Wright         | Wielka Brytania   |
| Stary Henry                                     | Old Henry              | Potsy Ponciroli      | Stany Zjednoczone |
| Sceny z życia małżeńskiego (miniserial, 5 odc.) | Scenes from a Marriage | Chagaj Lewi          | Stany Zjednoczone |
| Chłopcy z katolickiej szkoły                    | La scuola cattolica    | Stefano Mordini      | Włochy            |

#### Filmy dokumentalne
| Tytuł polski                                                    | Tytuł oryginalny                             | Reżyseria                      | Kraj produkcji    |
| --------------------------------------------------------------- | -------------------------------------------- | ------------------------------ | ----------------- |
| Becoming Led Zeppelin                                           | Becoming Led Zeppelin                        | Bernard MacMahon               | Stany Zjednoczone |
| DeAndré#DeAndré - Storia di un impiegato                        | DeAndré#DeAndré – Storia di un impiegato     | Roberta Lena                   | Włochy            |
| Django i Django                                                 | Django & Django                              | Luca Rea                       | Włochy            |
| Ezio Bosso: Le cose che restano                                 | Ezio Bosso: Le cose che restano              | Giorgio Verdelli               | Włochy            |
| "Alleluja". Niezwykła historia kultowej ballady Leonarda Cohena | Hallelujah: Leonard Cohen, a Journey, a Song | Daniel Geller i Dayna Goldfine | Stany Zjednoczone |
| Życie przestępcze 1984-2020                                     | Life of Crime 1984-2020                      | Jon Alpert                     | Stany Zjednoczone |
| Republika milczenia                                             | Republic of Silence                          | Diana El Jeiroudi              | Syria             |
| W okopach                                                       | Tranchées                                    | Loup Bureau                    | Francja           |
| Viaggio nel crepuscolo                                          | Viaggio nel crepuscolo                       | Augusto Contento               | Włochy            |

### Sekcja „Horyzonty”
Następujące filmy zostały wyświetlone na festiwalu w ramach sekcji „Horyzonty”:
| Tytuł polski            | Tytuł oryginalny             | Reżyseria                    | Kraj produkcji  |
| ----------------------- | ---------------------------- | ---------------------------- | --------------- |
| Na pełny etat           | À plein temps                | Éric Gravel                  | Francja         |
| Amira                   | أميرة Amira                  | Mohamed Diab                 | Egipt           |
| Atlantyda               | Atlantide                    | Yuri Ancarani                | Włochy          |
| Biały budynek           | ប៊ូឌីញ ស Bodeng sar             | Kavich Neang                 | Kambodża        |
| 107 matek               | Cenzorka                     | Péter Kerekes                | Słowacja        |
| Wielki ruch             | El Gran Movimiento           | Kiro Russo                   | Boliwia         |
| Słabsze ogniwo          | El hoyo en la cerca          | Joaquín del Paso             | Meksyk          |
| Inu-Oh                  | 犬王 Inu-ô                   | Masaaki Yuasa                | Japonia         |
| Cud                     | Miracol                      | Bogdan George Apetri         | Rumunia         |
| Nosorożec               | Носоріг Nosorih              | Ołeh Sencow                  | Ukraina         |
| Pewnego razu w Kalkucie | Once Upon a Time in Calcutta | Aditya Vikram Sengupta       | Indie           |
| Ten drugi Tom           | El otro Tom                  | Rodrigo Plá i Laura Santullo | Meksyk          |
| Raj dla pawia           | Il paradiso del pavone       | Laura Bispuri                | Włochy          |
| Pielgrzymi              | Piligrimai                   | Laurynas Bareiša             | Litwa           |
| Obietnice               | Les promesses                | Thomas Kruithof              | Francja         |
| The Falls               | 瀑布 Pu bu                   | Chung Mong-hong              | Tajwan          |
| Coś prawdziwego         | True Things                  | Harry Wootliff               | Wielka Brytania |
| Vera śni o morzu        | Vera andrron detin           | Kaltrina Krasniqi            | Kosowo          |
| Anatomia czasu          | เวลา Wela                    | Jakrawal Nilthamrong         | Tajlandia       |

## Laureaci nagród

### Konkurs główny
Złoty Lew
- Zdarzyło się, reż. Audrey Diwan

Wielka Nagroda Jury
- To była ręka Boga, reż. Paolo Sorrentino

Srebrny Lew dla najlepszego reżysera
- Jane Campion − Psie pazury

Nagroda Specjalna Jury
- Pod ziemią, reż. Michelangelo Frammartino

Puchar Volpiego dla najlepszej aktorki
- Penélope Cruz − Matki równoległe

Puchar Volpiego dla najlepszego aktora
- John Arcilla − Mokra robota 2

Złota Osella za najlepszy scenariusz
- Maggie Gyllenhaal − Córka

Nagroda im. Marcello Mastroianniego dla początkującego aktora lub aktorki
- Filippo Scotti − To była ręka Boga

### Sekcja „Horyzonty”
Nagroda Główna
- Pielgrzymi, reż. Laurynas Bareiša

Nagroda Specjalna Jury
- Wielki ruch, reż. Kiro Russo

Nagroda za najlepszą reżyserię
- Éric Gravel − Na pełny etat

Nagroda za najlepszą rolę żeńską
- Laure Calamy − Na pełny etat

Nagroda za najlepszą rolę męską
- Piseth Chhun − Biały budynek

Nagroda za najlepszy scenariusz
- Péter Kerekes i Ivan Ostrochovský − 107 matek

Nagroda za najlepszy film krótkometrażowy
- Los Huesos, reż. Cristóbal León i Joaquín Cociña

### Wybrane pozostałe nagrody
Nagroda im. Luigiego De Laurentiisa za najlepszy debiut reżyserski
- Niepokalana, reż. George Chiper i Monica Stan

Nagroda główna w sekcji "Międzynarodowy Tydzień Krytyki"
- Zalava, reż. Arsalan Amiri

Nagroda za reżyserię w sekcji "Venice Days"
- Niepokalana, reż. George Chiper i Monica Stan

Nagroda Label Europa Cinemas dla najlepszego filmu europejskiego
- Kalifornia, reż. Alessandro Cassigoli i Casey Kauffman

Nagroda FIPRESCI
- Konkurs główny:  Zdarzyło się, reż. Audrey Diwan
- Sekcje paralelne:  Zalava, reż. Arsalan Amiri

Nagroda im. Francesco Pasinettiego (SNGCI - Narodowego Stowarzyszenia Włoskich Krytyków Filmowych)
- Najlepszy włoski film:  To była ręka Boga, reż. Paolo Sorrentino
- Najlepszy włoski aktor:  Toni Servillo − Ariaferma, Król śmiechu i To była ręka Boga
- Najlepsza włoska aktorka:  Teresa Saponangelo − To była ręka Boga
- Nagroda specjalna:  Freaks Out, reż. Gabriele Mainetti

Nagroda SIGNIS (Międzynarodowej Organizacji Mediów Katolickich)
- Inny świat, reż. Stéphane Brizé
  - Wyróżnienie:  To była ręka Boga, reż. Paolo Sorrentino

Queerowy Lew dla najlepszego filmu o tematyce LGBT
- Ostatni rozdział, reż. Gianluca Matarrese

Nagroda UNICEF-u
- Freaks Out, reż. Gabriele Mainetti

Nagroda UNESCO
- Amira, reż. Mohamed Diab

Honorowy Złoty Lew za całokształt twórczości
- Roberto Benigni
- Jamie Lee Curtis